# Ołeksandr Czyżow
Ołeksandr Ołeksandrowycz Czyżow, ukr. Олександр Олександрович Чижов (ur. 10 sierpnia 1986 w Połtawie) – ukraiński piłkarz, grający na pozycji obrońcy.

## Kariera piłkarska

### Kariera klubowa
Wychowanek Szkoły Sportowej im. I.Horpynka w Połtawie oraz klubu Mołod' Połtawa. W 2004 rozpoczął swoją karierę piłkarską w Worskle Połtawa. 29 maja 2008 podpisał 5 letni kontrakt z Szachtarem Donieck. Na początku czerwca 2012 roku został wypożyczony do Illicziwca Mariupol, a 18 czerwca następnego roku do FK Sewastopol. 27 listopada 2013 opuścił sewastopolski klub. Na początku stycznia 2014 przeszedł do Illicziwca Mariupol. 25 lutego 2015 podpisał kontrakt z kazachskim klubem Okżetpes Kokczetaw. 1 marca 2017 wrócił do Worskły Połtawa. Po zakończeniu sezonu 2018/19 zakończył karierę piłkarza.

## Sukcesy

### Sukcesy klubowe
Szachtar Donieck
- zdobywca Pucharu UEFA: 2008/09
- mistrz Ukrainy: 2009/10, 2010/11, 2011/12
- wicemistrz Ukrainy: 2008/09
- zdobywca Pucharu Ukrainy: 2010/11, 2011/12
- finalista Pucharu Ukrainy: 2008/09

### Odznaczenia
- Medal "Za pracę i zwycięstwo": 2009[9].